# Compañía Nacional de los Ferrocarriles del Oeste de España

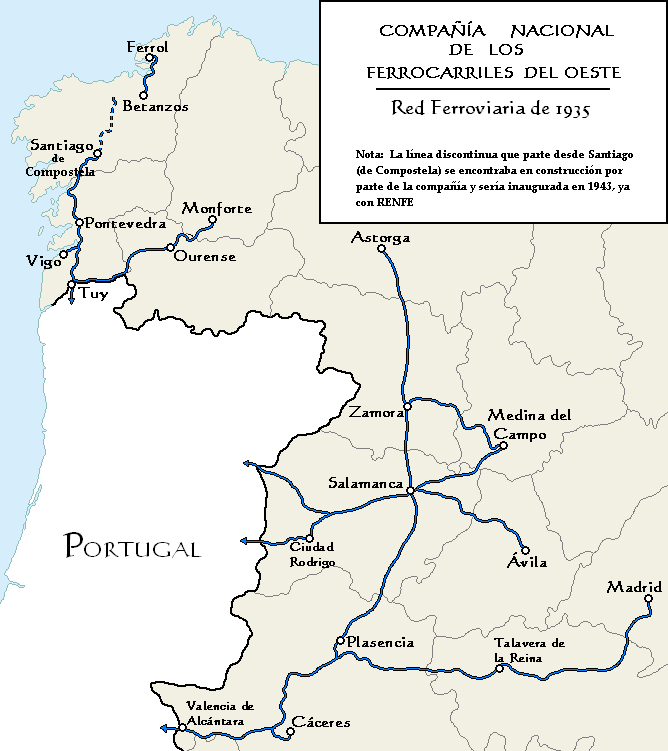
Streckennetz der Oeste 1935. Die strichierte Linie von Santiago de Compostela Richtung Norden war im Bau und wurde 1943 durch die Renfe eröffnet

Die Compañía Nacional de los Ferrocarriles del Oeste de España, deutsch in etwa Nationale Gesellschaft der Eisenbahnen im Westen Spaniens, verkürzt Oeste, war eine staatliche Eisenbahngesellschaft in Spanien, die 1928 gegründet wurde und 1941 in die Staatsbahn Renfe integriert wurde.

## Geschichte
Das Unternehmen wurde am 8. September 1928 durch ein königliches Gesetzesdekret gegründet, das zur Rettung der finanziell angeschlagenen Bahnen im Westen Spaniens erlassen wurde. Die Gesellschaft übernahm die Compañía de los Ferrocarriles de Madrid a Cáceres y Portugal und weitere Bahnen im Westen Spaniens, die in finanzielle Schwierigkeiten geraten waren. Das Streckennetz umfasste bei der Verstaatlichung 1587 km Strecken in Betrieb und weitere 508 km projektierte oder im Bau befindliche Strecken. Die Oeste kann als unmittelbarer Vorläufer der Renfe angesehen werden und hatte das viertlängste Streckennetz der Bahnen, die 1941 verstaatlicht wurden.

## Streckennetz
Die Oeste betrieb ein Streckennetz im Westen Spaniens, das ausgehend von der Strecke Madrid–Cáceres die Verbindung zur spanisch-portugiesischen Grenze herstellte und weitere Strecken im Raum Salamanca bis hoch nach Zamora und Astorga. Weiter wurde ein mit den genannten Strecken nicht verbundenes Netz in Galicien betrieben.